# Семенастівська сільська рада
| Семенастівська сільська рада — колишній орган місцевого самоврядування у Новоукраїнському районі Кіровоградської області з адміністративним центром у с. Семенасте. Сільській раді підпорядковані населені пункти: - с. Семенасте - с. Нерубаївка |

## Склад ради
Рада складається з 14 депутатів та голови.

### Керівний склад ради
| ПІБ                       | Основні відомості                                                               | Дата обрання | Дата звільнення |
| ------------------------- | ------------------------------------------------------------------------------- | ------------ | --------------- |
| Кутюк Надія Олександрівна | Сільський голова, 1960 року народження, освіта, член Партії регіонів            | 26.03.2006   | 31.10.2010      |
| Кутюк Надія Олександрівна | Сільський голова, 1960 року народження, освіта середня спеціальна, позапартійна | 31.10.2010   |                 |

Примітка: таблиця складена за даними джерела

## Населення
Згідно з переписом УРСР 1989 року чисельність наявного населення сільської ради становила 787 осіб, з яких 374 чоловіки та 413 жінок.
За переписом населення України 2001 року в сільській раді мешкали 692 особи.

### Мова
Розподіл населення за рідною мовою за даними перепису 2001 року:
| Мова       | Відсоток |
| ---------- | -------- |
| українська | 96,57 %  |
| російська  | 2,14 %   |
| молдовська | 1,00 %   |
| білоруська | 0,29 %   |